# 意気地
| ウィキペディアには「意気地」という見出しの百科事典記事はありません（タイトルに「意気地」を含むページの一覧/「意気地」で始まるページの一覧）。 代わりにウィクショナリーのページ「意気地」が役に立つかもしれません。 |